# ABC-resan
ABC-resan är en barnbok och bilderbok av Elsa Beskow, utgiven 1945. Boken är skriven i rim och är avsedd för att lära barn alfabetet.

## Handling
Vännerna Anna och Bo går ut på ett äventyr tillsammans och i alfabetisk ordning stöter de på alla typer av figurer och saker som kan börja på en viss bokstav.